# Шоренти
Шоре́нти (порт. Chorente) — район (фрегезия) в Португалии, входит в округ Брага. Является составной частью муниципалитета  Барселуш. Находится в составе крупной городской агломерации Большое Минью. По старому административному делению входил в провинцию Минью. Входит в экономико-статистический  субрегион Каваду, который входит в Северный регион. Население составляет 758 человек на 2001 год. Занимает площадь 4,16 км².
Покровителем района считается Архангел Михаил (порт. Sao Miguel). 